# Uvaria dasoclema
Uvaria dasoclema är en kirimojaväxtart som beskrevs av L. L. Zhou, Y. C. F. Su och Richard M.K. Saunders. Uvaria dasoclema ingår i släktet Uvaria och familjen kirimojaväxter. Inga underarter finns listade i Catalogue of Life.